# Свидњик (Словачка)
Свидњик  (слч. Svidník, мађ. Felsővízköz) град је у Словачкој, који се налази у оквиру Прешовског краја, где је седиште истоименог округа Свидњик.

## Географија
Свидњик је смештен у североисточном делу државе. Главни град државе, Братислава, налази се 480 км југозападно, док су Кошице на 90 км удаљености ка југу.
Рељеф: Свидњик се развио у области Карпата, на 230 m надморске висине. Град се сместио у невеликој котлини испод планина Ниски Бескиди.
Клима: Клима у Свидњику је умерено континентална.
Воде: Град Свидњик развио на речици Ондави, у коју на месту града улива пар потока.

## Историја
Људска насеља на овом простору датирају још из праисторије. Насеље под овим именом први пут се спомиње 1330. г. као насеље са словачким живљем. Насеље је вековима био у саставу Угарске.
Крајем 1918. г. Свидњик је постао део новоосноване Чехословачке. У време комунизма град је нагло индустријализован, па је дошло до наглог повећања становништва. Насеље је 1964. г. добио градска права.

## Становништво
| Година:    | 1994.  | 2004.   | 2014.   | 2024.    |
| ---------- | ------ | ------- | ------- | -------- |
| Број људи: | 12 590 | 12 354  | 11 337  | 9647     |
| Разлика:   |        | -1,87 % | -8,23 % | -14,90 % |

| Година:    | 2023. | 2024.   |
| ---------- | ----- | ------- |
| Број људи: | 9770  | 9647    |
| Разлика:   |       | -1,25 % |

Данас Свидњик има 10.168 становника и последњих година број становника опада.
Етнички састав: По попису из 2014. г. састав је следећи:
- Словаци - 56,61%,
- Русини - 29,80%,
- Роми - 3,57%,
- Украјинци - 1,12%,
- Мађари - 0,1%,
- Пољаци - 0,06%.

Верски састав: По попису из 2014. г. састав је следећи:
- гркокатолици - 41,1%,
- православци - 25,82%,
- римокатолици - 24,13%,
- атеисти - 5,17%,
- лутерани - 0,93%,
- остали.

## Партнерски градови
- Стшижов

## Галерија
- Православна црква
- Римокатоличка црква
- Гркокатоличка црква
- Градска пешачка целина